# Matthias Dietrich
Pour les articles homonymes, voir Dietrich.
Matthias Dietrich est un acteur franco-allemand né le 18 mai 1981 à Stuttgart.

## Biographie
Il naît à Stuttgart en Allemagne. Né d'une mère française, il s'exprime couramment en français. 
Il est connu pour avoir interprété le rôle de Thibault (Timo, dans la version originale) Pietsch dans la série télévisée Le Destin de Lisa (Verliebt in Berlin). Il joue également dans le téléfilm Malgré elles.

## Filmographie

### Cinéma

#### Longs métrages
- 2008 : Mitfahrgelegenheit de Alexander Schulz : Frank Reese
- 2009 : Upstairs de Robert-Adrian Pejo : Officier Lowney
- 2009 : Shoot the Duke de Stephen Manuel : Will Dunkow
- 2009 : Das etwas andere Studium de Enes Hakan Tokyay : Lead
- 2015 : Die Präsenz de Daniele Grieco : Markus Brehner

#### Courts métrages
- 2009 : Nichts von Bedeutung : Paul
- 2010 : Passage 33 : Alex
- 2012 : Einmal und nie wieder : Stranger
- 2013 : Drunkel hier drin : Lover

### Télévision

#### Téléfilms
- 2008 : Nacht vor Augen de Brigitte Bertele
- 2009 : Traum ihres Lebens de Georg Schiemann : Benjamin von Meyrhofen
- 2009 : Terres de glaces, cœurs de feu de Michael Steinke :  Peter König
- 2011 : Linda geht tanzen de Karola Hattop : Sous-Chef Sven
- 2012 : Malgré elles de Denis Malleval : Dassler

#### Séries télévisées
- 2001 : Für alle Fälle Stefanie : Max Schneller (1 épisode)
- 2002 : Au rythme de la vie (Gute Zeiten, schlechte Zeiten) : Bodo Kowalski
- 2005-2006 : Le destin de Lisa : Timo Pietsch (37 épisodes)
- 2007 : In aller Freundschaft : Holger Müller (1 épisode)
- 2008 : Hallo Robbie! : Klaus (1 épisode)
- 2009-2010 : Laible und Frisch : Florian Laible (12 épisodes)
- 2010 : Geschichten aus den Bergen : Ben von Meyrhofen (1 épisode)
- 2012 : SOKO Stuttgart : Jörn Wagner (1 épisode)
- 2014-2016 : Dr. Klein : Peter Lindner (2 épisodes)